# Kunsthaus Bregenz

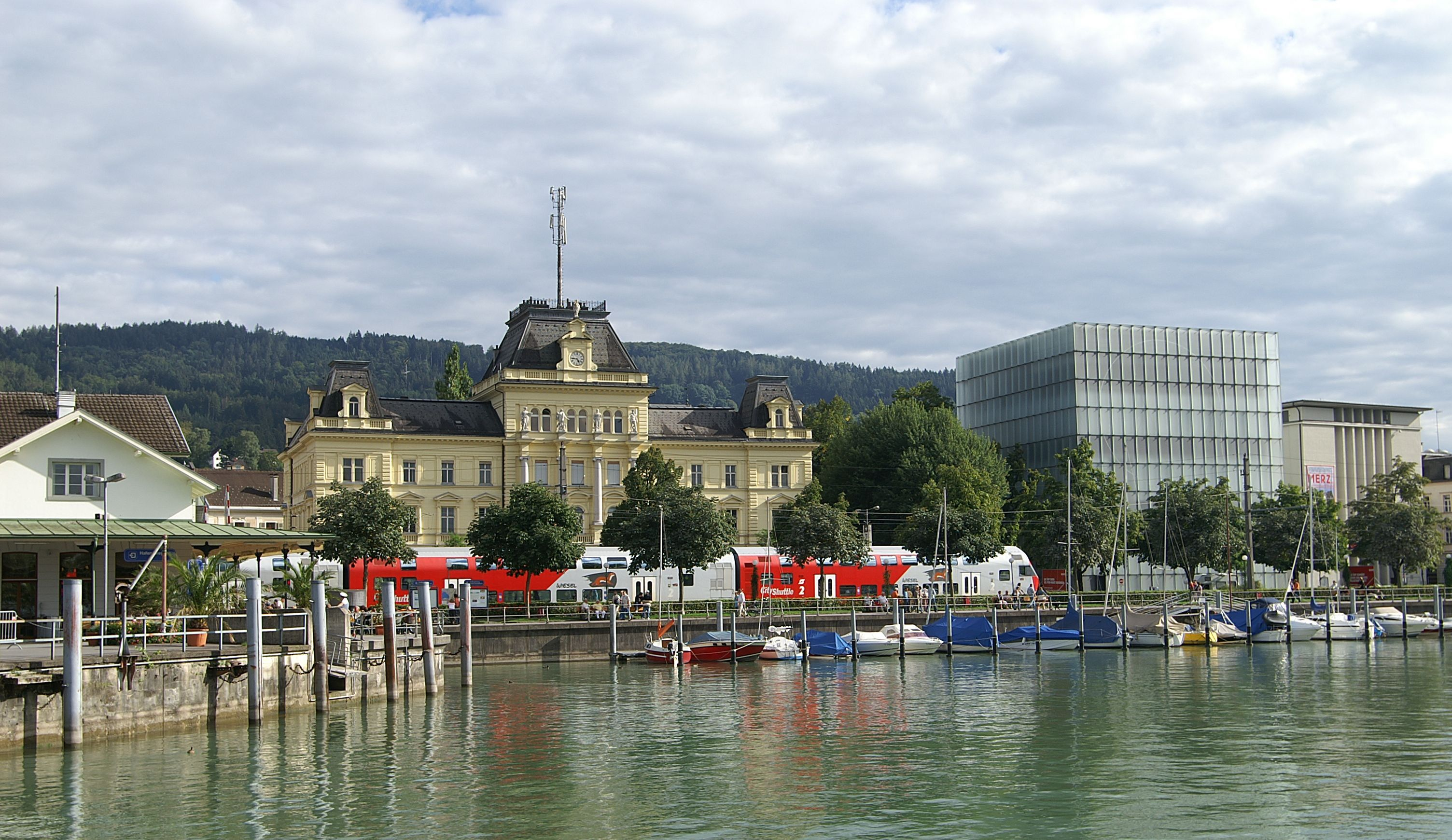
La Kunsthaus Bregenz sul lago di Costanza.

La Kunsthaus Bregenz (anche nota con l’acronimo KUB) è un museo d'arte contemporanea internazionale a Bregenz, nello stato federato del Vorarlberg, in Austria. Il museo, che si trova vicino alla riva del lago di Costanza, cambia i suoi allestimenti ogni anno.

## Storia
La Kunsthaus Bregenz è stata progettata dall'architetto svizzero Peter Zumthor su commissione dello stato del Vorarlberg e costruito tra il 1990 e il 1997. Peter Zumthor ha vinto il premio Mies van der Rohe per l'architettura europea nel 1998 con la Kunsthaus. Nel 2009 Zumthor ha ricevuto anche il premio Pritzker per le sue opere in tutto il mondo. Il KUB è stato inaugurato nel luglio 1997, con una mostra dell'artista americano James Turrell. Edelbert Köb fu il direttore fondatore che diresse il museo fino al 2000. Il suo successore, Eckhard Schneider, ha ricoperto questa carica dal 2000 al 2008. Dal 1º maggio 2015 Thomas D. Trummer dirige la KUB.

## Architettura
(Peter Zumthor)
Per via del suo design, la KUB è annoverata tra i più importanti edifici museali di architettura contemporanea del mondo ed è un esempio dello stile architettonico minimalista. Nel progetto per la Kunsthaus, l'architetto svizzero Peter Zumthor ha raggiunto l'obiettivo di creare un luogo ideale per le opere d'arte contenute e per i visitatori.

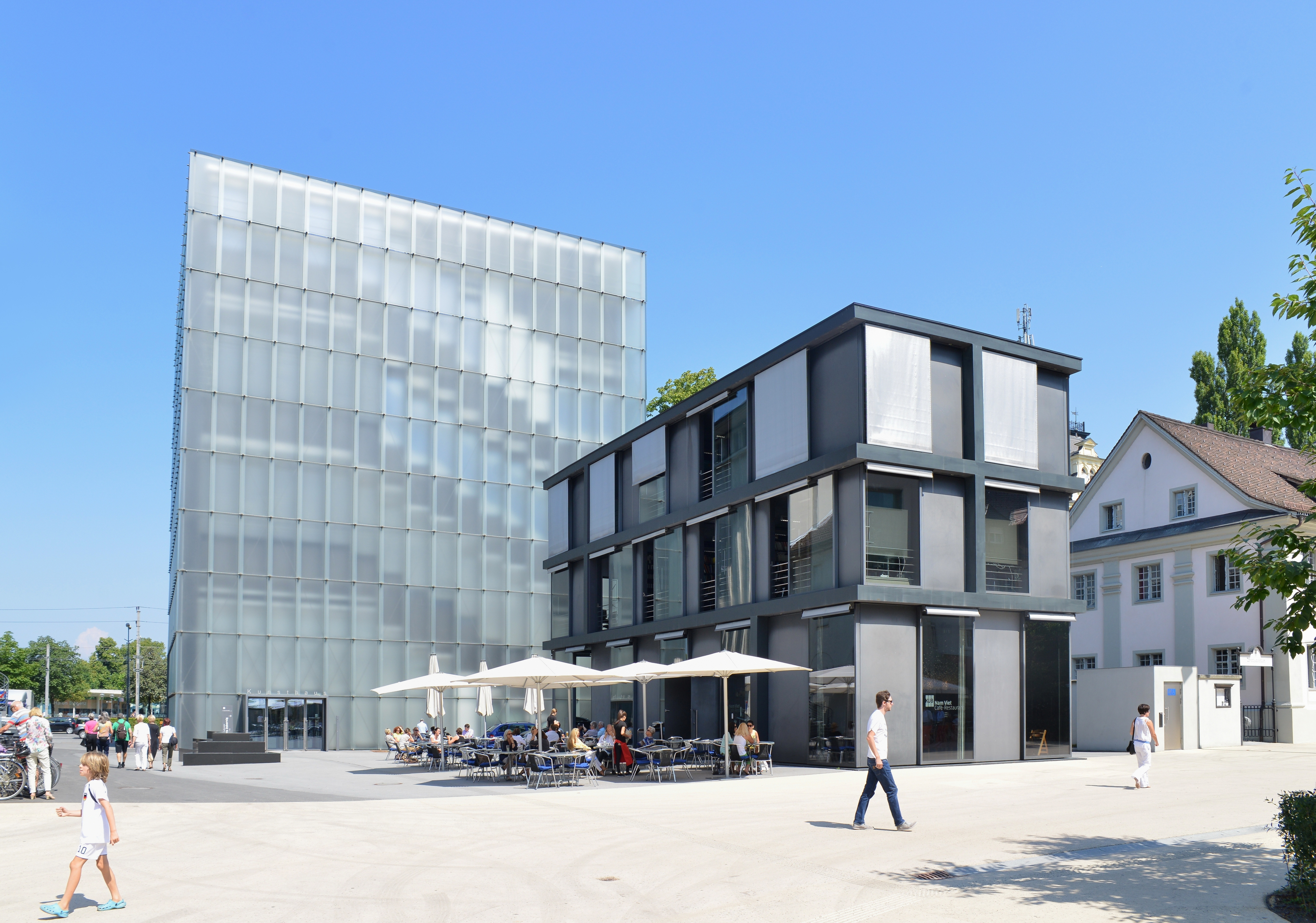
Piazza davanti alla Kunsthaus Bregenz (KUB)

### L'edificio

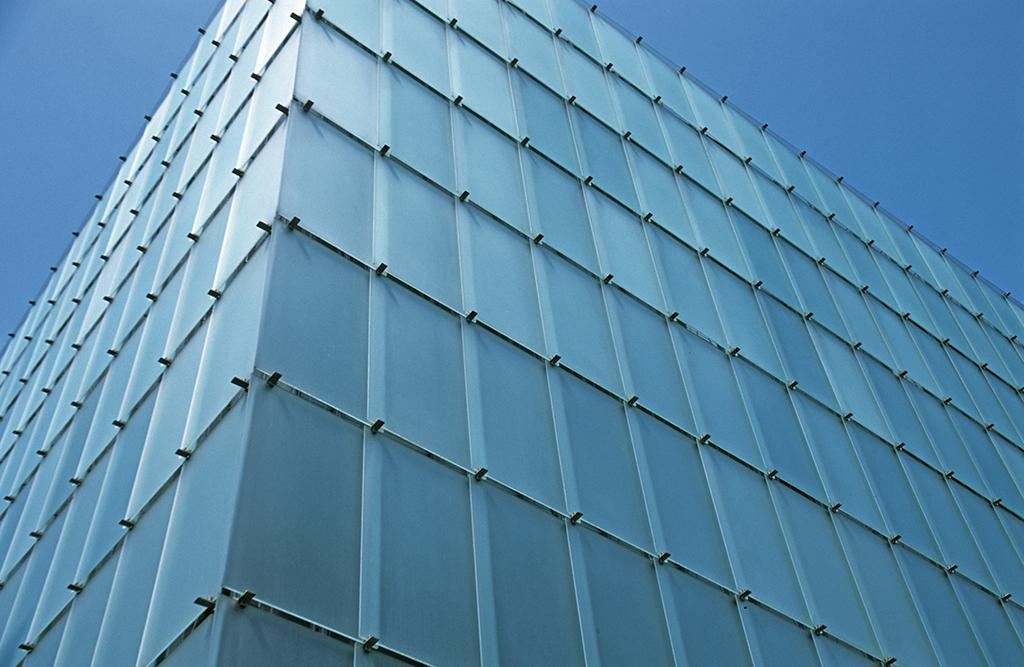
Fasciata esterna della KUB (architetto: Peter Zumthor)

La Kunsthaus Bregenz è composta da due edifici indipendenti; uno ospita gli spazi espositivi del museo, una sala di lettura, un centro educativo, magazzini e locali tecnici nel seminterrato, l'altro l'amministrazione, una caffetteria e un bookshop.
Entrambi gli edifici sono essenziali nella pianta e allo stesso tempo concettualmente profondi e accurati, sia nella scelta dei materiali che nelle soluzioni attuate per ottenere un'illuminazione naturale ottimale.
L'edificio espositivo ha una struttura quasi cubica (26,5×26,5 metri per lato e 30 metri di altezza) divisa in sei piani, due dei quali sono sotterranei.
Tutti i piani hanno una pianta simile: tre muri dell'edificio in cemento armato formano la struttura verticale di supporto e separano lo spazio espositivo dallo spazio di accesso e di collegamento. Quest'ultimo, adiacente ai muri perimetrali, contiene due scale, un ascensore per il pubblico e un montacarichi.
Il progetto strutturale, che libera le facciate dalle funzioni statiche, ha permesso a Zumthor di rivestire l'intero edificio con una pellicola traslucida continua di 710 lastre di vetro acidato, trasformando le facciate del piano terra in grandi scatole luminose attraverso le quali la luce naturale entra nell'edificio da tutti i lati. Ai piani superiori, la luce naturale che il rivestimento semitrasparente lascia passare è diretta nelle stanze attraverso un soffitto di vetro opalino che nasconde anche il sistema di illuminazione artificiale.
Di notte l'effetto si inverte e la luce artificiale viene trasmessa dall'interno verso l'esterno dell'edificio trasformandolo in un grande oggetto urbano luminoso.
L'edificio è riscaldato e raffreddato da un sistema geotermico combinato con una ventilazione meccanica controllata e con recupero di calore.

## Esposizioni ospitate
| anno | artisti | mostra                                              |
| ---- | --- | --------------------------------------------------- |
| 2024 | Anne Imhof | Wish You Were Gay                                   |
| 2024 | Tarek Atoui | Talks on Music and the Arts (serie di progetti)     |
| 2024 | Günter Brus | Selbstbemalung                                      |
| 2023 | Solange Pessoa |                                                     |
| 2023 | Michael Armitage | Pathos and the Twilight of the Idle                 |
| 2023 | Anna Jermolaewa | Chernobyl Safari, Famous Pigeons e Dining Room      |
| 2023 | Monira Al Qadiri | Mutant Passages                                     |
| 2023 | Valie Export | Oh Lord, Don't Let Them Drop That Atomic Bomb on Me |
| 2022 | Anna Boghiguian |                                                     |
| 2022 | Jordan Wolfson |                                                     |
| 2022 | Dora Budor | Continent                                           |
| 2021 | Otobong Nkanga | Unearthed (Fragment)                                |
| 2021 | Anri Sala |                                                     |
| 2021 | Pamela Rosenkranz | House of Meme                                       |
| 2021 | Jakob Lena Knebl & Ashley Hans Scheirl | Seasonal Greetings                                  |
| 2020 | Peter Fischli |                                                     |
| 2020 | Helen Cammock, William Kentridge´s The Centre of the Less Good Idea, Annette Messager, Rabih Mroué, Markus Schinwald, Marianna Simnett, Ania Soliman | Unvergessliche Zeit                                 |
| 2020 | Bunny Rogers | Kind Kingdom                                        |
| 2019 | Raphaela Vogel | Bellend bin ich aufgewacht                          |
| 2019 | Thomas Schütte |                                                     |
| 2019 | Miriam Cahn | DAS GENAUE HINSCHAUEN                               |
| 2019 | Ed Atkins |                                                     |
| 2018 | Tacita Dean |                                                     |
| 2018 | David Claerbout |                                                     |
| 2018 | Mika Rottenberg |                                                     |
| 2018 | Simon Fujiwara |                                                     |
| 2017 | Peter Zumthor |                                                     |
| 2017 | Adrián Villar Rojas |                                                     |
| 2017 | Rachel Rose |                                                     |
| 2016 | Lawrence Weiner |                                                     |
| 2016 | Wael Shawky |                                                     |
| 2016 | Theaster Gates |                                                     |
| 2016 | Susan Philipsz |                                                     |
| 2015 | Amy Sillman |                                                     |
| 2015 | Heimo Zobernig |                                                     |
| 2015 | KAYA (Kerstin Brätsch e Debo Eilers) |                                                     |
| 2015 | Joan Mitchell |                                                     |
| 2015 | Dexter Sinister |                                                     |
| 2015 | Berlinde De Bruyckere |                                                     |
| 2015 | Trix & Robert Haussmann |                                                     |
| 2015 | Rosemarie Trockel |                                                     |
| 2014 | Hannah Weinberger |                                                     |
| 2014 | Jeff Wall |                                                     |
| 2014 | Richard Prince |                                                     |
| 2014 | Sung Hwan Kim |                                                     |
| 2014 | Maria Eichhorn |                                                     |
| 2014 | Gerry Bibby e Juliette Blightman |                                                     |
| 2014 | Pascale Marthine Tayou |                                                     |
| 2013 | Dora García |                                                     |
| 2013 | Barbara Kruger |                                                     |
| 2013 | Gabriel Orozco |                                                     |
| 2013 | Andy Warhol |                                                     |
| 2012 | Florian Pumhösl |                                                     |
| 2012 | Ed Ruscha |                                                     |
| 2012 | Peter Zumthor |                                                     |
| 2012 | Ulrike Müller |                                                     |
| 2012 | Danh Võ |                                                     |
| 2012 | Yvonne Rainer |                                                     |
| 2011 | International Institute of Political Murder (Milo Rau)                                                                                               |                                                     |
| 2011 | Valie Export |                                                     |
| 2011 | Ai Weiwei |                                                     |
| 2011 | Yona Friedman e Eckhard Schulze-Fielitz |                                                     |
| 2011 | Michal Heiman, Hannah Hurtzig, Katrin Mayer |                                                     |
| 2011 | Haegue Yang |                                                     |
| 2010 | Antony Gormley |                                                     |
| 2010 | Harun Farocki |                                                     |
| 2010 | raumlaborberlin |                                                     |
| 2010 | Cosima von Bonin |                                                     |
| 2010 | Roni Horn |                                                     |
| 2010 | Candice Breitz |                                                     |
| 2009 | Tony Oursler |                                                     |
| 2009 | Antony Gormley |                                                     |
| 2009 | Lothar Baumgarten |                                                     |
| 2009 | Markus Schinwald |                                                     |
| 2008 | Jan Fabre |                                                     |
| 2008 | Richard Serra |                                                     |
| 2008 | Carsten Höller |                                                     |
| 2008 | Maurizio Cattelan |                                                     |
| 2007 | Peter Zumthor |                                                     |
| 2007 | Joseph Beuys, Matthew Barney, Douglas Gordon, Cy Twombly                                                                                             |                                                     |
| 2007 | Marcel Duchamp, Gerhard Merz, Damien Hirst, Jeff Koons                                                                                               |                                                     |